# كاساجاريس دي بيوريبا
بلدية كاساجاريس دي بيوريبا (بالإسبانية: Cascajares de Bureba)‏, هي إحدى بلديات مقاطعة برغش, التي تقع في منطقة قشتالة وليون, والتي تقع في شمال غرب إسبانيا.
يبلغ عدد سكانها 58 نسمة وفقاً لإحصائية سنة (2002).